# Nicolas de Malézieu
Nicolas de Malézieu (também: Malezieu; Paris, 7 de setembro de 1650 – Châtenay, 4 de maio de 1727) foi um matemático, helenista, autor e tradutor francês. Foi membro da Académie des Sciences e da Academia Francesa. Seu filho de mesmo nome (1674–1748) foi bispo de Lavaur.

## Formação e carreira
Malézieu cresceu sem pai. Com um talento precoce, sabia ler e escrever aos 4 anos de idade e se formou no colégio jesuíta aos 12 anos de idade. Teve uma formação universal, da matemática ao hebraico. Como também tinha uma mentalidade aberta, as melhores mentes gostavam de lidar com ele, incluindo Jacques-Bénigne Bossuet e em Châlons-en-Champagne, para onde ele tinha ido por motivos familiares por dez anos, o bispo Félix Vialart de Herse (1613-1680).
Em 1681, por sugestão de Bossuets, tornou-se tutor de Luís Augusto de Bourbon, Duque de Maine, de onze anos de idade, filho de Luís XIV de França, e viveu na corte na mesma época que Jean Racine, Nicolas Boileau e François Fénelon. Como o duque também era príncipe de Dombes, Malézieu conduziu os assuntos do governo por ele como chanceler dos Dombes, assim como ele, como secretário-geral da Guarda Suíça na França, ocupou o papel do duque como coronel-geral. Em 1696 também se tornou professor de matemática de Luís, Duque da Borgonha (1682–1712), neto de Luís XIV.
Malézieu casou-se em 1672 com Françoise Faudel de Fauveresse (1650-1741), que tinha a mesma idade dele. O casal teve cinco filhos. Malézieu foi admitido na Académie des Sciences em 1699 e na Academia Francesa (cadeira 33) em 1701. Traduziu Iphigenie bei den Taurern de Eurípides em prosa e escreveu peças francesas menores para a vida da corte em Sceaux. Morreu aos 76 anos de idade. Em Châtenay-Malabry a Allée Malézieu homenageia ele e sua família.

## Obras

### Matemática
- Nouveau traité de la sphere Ou tout ce qui regarde cette science est expliqué si nettement, que les moins intelligens le peuvent aisément comprendre sans le secours d'aucun maistre. Paris 1679.
- Éléments de géométrie de monseigneur le duc de Bourgogne. Boudot, Paris 1705, 1722, 1729, 1735.
  - (em latim) Serenissimi Burgundiae ducis Elementa geometrica ex Gallico sermone in Latinum translata ad usum Seminarii Patavini. Accessere quatuor propositiones ad trigonometriam apprime utiles. Insuper Introductio ad algebrae applicationem ad geometriam, auctore Guisneo, nunc primum Latine reddita. Padua 1713, 1734.

### Outras obras
- (com outros) Les divertissements de Seaux. Ganeau, Paris 1712.
  - Suite des Divertissemens de Seaux contenant des chansons, des cantates & autres pieces de poësies. Avec la description des nuits qui s’y sont données, & les comedies qui s’y sont jouées. Ganeau, Paris 1725.
- (tradutor) Iphigénie en Tauride. 1713. (Tradução em prosa)
- Polichinelle demandant une place dans l’Académie. Comédie. In: Pièces échappées du feu. Recueil de diverses pièces en prose et en vers. Hrsg. Albert-Henri de Sallengre. Piacenza 1717. (8 páginas sem numeração)
- Apologie de l’édit du mois de juillet 1714 et de la déclaration du 23e mai 1715, qui donnent aux princes légitimés et à leurs enfants et descendants mâles à perpétuité, nés et à naître en légitime mariage, le titre, les honneurs et le rang de princes du sang, et le droit de succéder à la couronne après tous les princes légitimes ; ou lettre justificative d’un magistrat à un abbé pour MM. les duc du Maine et comte de Toulouse. Sem local e ano.
- Les amours de Ragonde. Comedie en musique, representée devant le Roi, sur le Théatre des Petits Appartemens à Versailles. Paris 1749.